# كرفس لفتي
الكرفس اللفتي يسمى أيضًا الكرفس ذو الجذر اللفتي أو الكرفس ذو النتوءات، هو ضرب من الكرفس يزرع للحصول على الجذور والتحتفلقي (الطبقة السفلى من ورق النبات) والبراعم الصالحة للأكل، تلك الأنواع تُعرف كذلك  بجذر الكرفس و هو تعميم خاطئ.
ويعد الكرفس من الخضروات الجذرية ذات طبقة تحتفلقية بصلية الشكل. وينبت بريًّا في حوض البحر الأبيض المتوسط وأوروبا الشمالية، كما يُزرع على نطاق واسع. كما يتم زراعته أيضًا في شمال أفريقيا وسيبيريا وجنوب غرب آسيا وأمريكا الشمالية. ففي أمريكا الشمالية، يعد صنف الديامانت هو الصنف السائد. ولقد نشأ الكرفس في منطقة حوض البحر الأبيض المتوسط.

## استخدامات الكرفس في المطبخ
يتم عادةً جني محصول الكرفس عندما يبلغ قطر طبقته التحتفوقية 10–14 سنتيمتر. وهي تعد صالحةً للأكل سواء كانت نيئة أو مطبوخة، ويكون مذاقها شبيهًا لمذاق ساق (الجزء العلوي من الساق) الأصناف الشائعة من الكرفس. وقد يكون الكرفس مشويًا أو مطهيًا أو مُبيضًا أو مهروسًا. كما يوجد الكرفس المقطع إلى شرائح كمكونٍ من مكونات الشوربة، والأطعمة المُقدمة في أطباق عميقة، بالإضافة إلى الأطباق الأخرى اللذيذة.
وعلى عكس العديد من الخضروات الجذرية، يحتوي الكرفس على كمية قليلة من النشا بنسبة: 5–6% من وزنه.
وتراوح فترة صلاحية الكرفس بين ثلاثة وأربعة أشهر تقريبًا إذا تم تخزينه في درجة حرارة تتراوح بين 0 درجة مئوية (32 درجة فهرنهايت) و5 درجة مئوية (41 درجة فهرنهايت)، ولا يُسمح بتجفيفه.[بحاجة لمصدر]

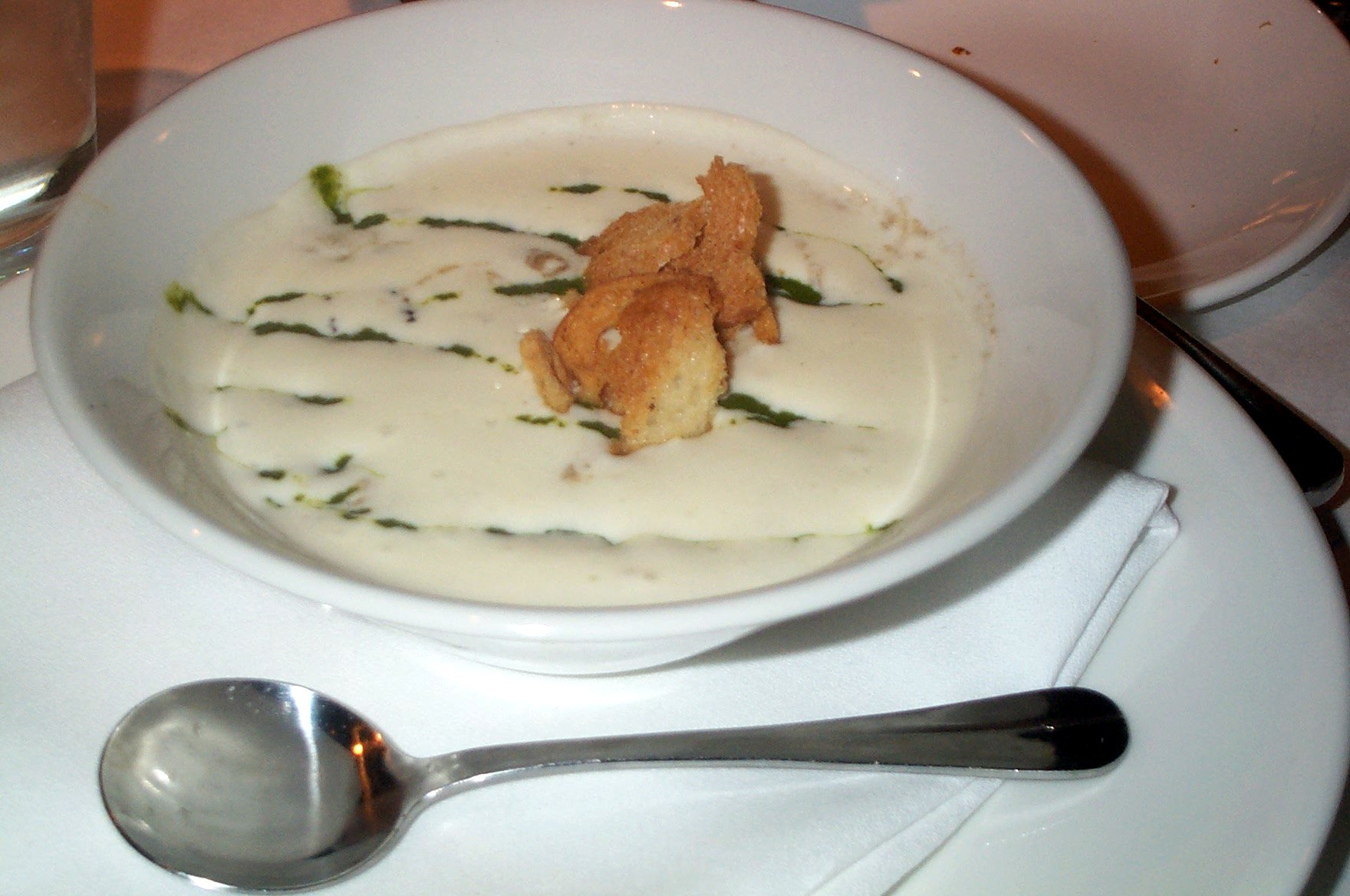
حساء من الكرفس اللفتي

## وصلات خارجية
- Nutritional Summary for Celeriac, cooked, boiled, drained, without salt
- RHS Award of Garden Merit: Asparagus, celeriac, chard, Chinese cabbage, fennel, melon, pak choi, rhubarb 2011 بي دي إف  (306 KB)